# Ilona Slupianek
Ilona Slupianek, född Schoknecht  24 september 1956 i Demmin i Östtyskland, är en tysk före detta kulstötare som under 1970-talet och 1980-talet tävlade för Östtyskland.
Sluspianek dominerade kulstötningen under 1970-talet och tog över som grenens gigant efter tjeckoslovakiskan Helena Fibingerová. Hennes personliga rekord 22,45 gör henne till den näst bästa kvinnliga kulstötaren genom historien efter Natalia Lisovskaja.
Slupianeks främsta merit är guldet vid OS 1980 i Moskva där hon vann med en stöt på 22,41, nästan en meter längre än tvåan Svetlana Kratjevskaja. Slupianek har även två gånger blivit europeisk mästerare, både vid EM 1978 och vid EM 1982. Hennes karriärs enda missräkning är VM 1983 där hon slutade på tredje plats slagen av både Fibingerová och sin landslagskamrat Helma Knorscheidt.
1977 åkte Slupianek fast för dopingbrott i samband med Europacupen.